# إيرنيستو بوردمان
إيرنيستو بوردمان (بالإسبانية: Ernesto Boardman)‏ هو نبال مكسيكي، ولد في 23 فبراير 1993 في سالتيو في المكسيك.

## وصلات خارجية
- إيرنيستو بوردمان على موقع الاتحاد الدولي للرماية بالسهام (الإنجليزية)
- إيرنيستو بوردمان على موقع اللجنة الأولمبية الدولية (الإنجليزية)
- إيرنيستو بوردمان على موقع أوليمبيديا (الإنجليزية)